# Vlkoš (kraj ołomuniecki)
Vlkoš – gmina w Czechach w powiecie Przerów w kraju ołomunieckim.
Pierwsza wzmianka o miejscowości pochodzi z roku 1294. W miejscowości znajduje się młyn z 1726 roku wpisany do krajowego rejestru zabytków.